# Babékolon
Babékolon est une localité située dans le département de Nouna de la province du Kossi dans la région de la Boucle du Mouhoun au Burkina Faso.

## Santé et éducation
Le centre de soins le plus proche de Babékolon est le centre de santé et de promotion sociale (CSPS) de Nouna.
Le village possède une école primaire publique.